# 新谷学
新谷 学（しんたに まなぶ、1964年9月1日 - ）は、日本の雑誌編集者。株式会社文藝春秋取締役執行役員・総局長。『文藝春秋』編集長、『週刊文春』編集長を歴任。

## 経歴
- 1980年3月 - 八王子市立ひよどり山中学校卒業[1][2]
- 1983年3月 - 東京都立八王子東高等学校卒業[3]
- 1989年3月 - 早稲田大学政治経済学部政治学科卒業。
- 1989年4月 - 株式会社文藝春秋入社。スポーツ・グラフィック・ナンバー、マルコポーロ編集部[4]
- 2001年 - 『週刊文春』編集部デスク[5]、『文藝春秋』編集部統括次長、ノンフィクション局第一部長（書籍）[6]を歴任
- 2012年4月 - 『週刊文春』編集長に就任[7]
- 2018年7月 - 『週刊文春』編集局長に就任[8]
- 2021年7月 -  『文藝春秋』編集長・株式会社文藝春秋執行役員に就任[9]
- 2023年5月 - 株式会社文藝春秋取締役・総局長に就任（現任）[10]
- 2023年6月 - 『文藝春秋』編集長を退任

## 人物
- 花田紀凱は、新谷が「『スクープをしても昔ほど売れ行きに反映しないんですよ』とコボしていた」と述べている[11]。
- 2012年7月9日付け中国新聞のインタビューでは「スクープは私たちの最大の武器です」「原点にあるのは人間への興味。皆がすごいともてはやす人は本当にそんなにすごいのか?と深く掘り下げるのが週刊誌の役割」とスクープを重視する姿勢を表明している[12]。
- 2013年7月5日、『週刊文春』公式サイト上で「「緊急アンケート! 安藤美姫選手の出産を支持しますか?」と題したアンケートを実施し、これに対して多数の抗議が寄せられ当日中にアンケートは閉鎖され、編集長新谷学名義で、アンケートに関して不快な思いを抱かれた方への謝罪文がアップされた[13][14][15]。しかし、謝罪する相手が違うとの意見も多い[16]。
- 2015年10月8日、『週刊文春』10月8日号に掲載した「春画」に関するグラビア記事について「編集上の配慮を欠いた点があり、読者の信頼を裏切ることになった」として3カ月間の休養を命じられた[17]。
- 編集長就任後、同誌がスクープを連発させたため、文春砲という言葉が流行語大賞にノミネートされるまでになった。毎週の編集会議では他の雑誌や新聞が報道していない問題で、なおかつ裏付けが取れているネタを記者同士で出し合わせるという。
- みうらじゅんとはナンバーの「巡礼の旅シリーズ」の頃からの付き合いで、その縁から2021年のみうらじゅん賞を贈られた。

## 主張
- 週刊文春編集長として安倍政権に「親」でも「反」でもなく、書くべき事は書くで「メディアはファクト（真実）で戦え」と主張している。
- 甘利大臣のスクープも、官邸中枢から「TPP調印へ出席させるまで待ってほしい」と言われてたが、突っぱねた。「そのことについて報じるべきファクトがあるのに、書かないという選択肢はない」と述べている。
- 朝日新聞への寄稿において、「安倍晋三首相は理念型政治家なので、メディア側の親安倍と反安倍が分かれていて、産経の愛読者と朝日の愛読者では、互いに見聞きしたい情報で批判し合うだけで建設的な議論がない」と述べている。マスコミはファクトで闘うべきだが、朝日新聞は「ファクトより論」の傾向があり、靖国神社や沖縄問題で安倍首相の批判の仕方が旧態依然であり、好きな人は来るが嫌いな人は来ないので、安倍首相にも「またか」として聞き流されている、としている。朝日新聞が安倍政権を批判するなら反論出来ないスクープを出すべきで、それが朝日新聞が特報した森友学園問題だったと評価している[18]。

## 受賞
- 2021年12月 - 第24回みうらじゅん賞

## 著書
- 新谷学『「週刊文春」編集長の仕事術』、ダイヤモンド社、2017年、ISBN 978-4-478-10209-1
- 新谷学『獲る・守る・稼ぐ　週刊文春「危機突破」リーダー論』、光文社、2021年、ISBN 978-4-334-95260-0

## 出演
- エアレボリューション（ニコニコ生放送、2023年12月21日）